# Star Trek: The Next Generation - Birth of the Federation
Star Trek: The Next Generation - Birth of the Federation (рус. Звёздный путь: Следующее поколение - Рождение Федерации) — компьютерная игра в жанре пошаговая 4X-Глобальная стратегия, основанная на вселенной «Звёздный путь». Игра разработана компанией MicroProse.

## Обзор
Действие основано на вселенной «Звёздный путь», а в частности «Звёздный путь: Следующее поколение» включает в себя также элементы (корабли и т.д. ... ) из телесериала «Звёздный путь: Глубокий космос 9». При этом, несмотря на то, что игра называется «Рождение Федерации», играющему дается выбор из пяти государств, имеющих наибольшее влияние в исследованной части галактики :
- Объединённая Федерация Планет — «Всегда помни что расширение владений осуществляется дипломатами а не военными. Задача Звёздного флота — сохранить мир. Наши корабли предназначены не для развязывания войн, а для их завершения. Мы нападаем только в крайних случаях».
- Кардассианский союз — «Единственное что является важным — это управление. Методы не имеют значения. В конце концов, имеет значение лишь эффективность. Пользуйся тем что захватываешь, ибо в борьбе за выживание, каждый ресурс является критическим. Историю пишут победители.»
- Клингонская империя — «Если клингон не воюет, то он не дышит» !!! «Создавай союзы если это необходимо, но никогда не оставляй Империю без врагов. Клингоны рождены чтобы драться и завоёвывать. Настоящий лидер об этом никогда не забудет»
- Ромуланская Звёздная империя — «Обман необходим для выживания. Никогда на нападай на то, что враг защищает, никогда не веди себя так, как этого ожидает враг, и никогда не раскрывай своей настоящей силы. Если знание — сила, тогда быть неизвестным — это быть непобедимым.»
- Альянс ференги — «Правило приобретения № 58: Нет замены успеху. Как успех достигнут значения не имеет». Превосходящее количество, может быть так же эффективным как и превосходящие технологии. В конце концов, любая победа лучше любого поражения».

Также, множество малых рас могут быть встречены игроком и стать частью его государства ( путём мирного присоединения, либо после захвата ). Всего в игре 30 малых рас (акамарцы, ангозиане и другие). Каждая малая раса имеет своё особое здание, которое предоставляет государству игрока определённые бонусы. Например, баджорский форум Джаланда увеличивает моральный дух государства. Также, каждая малая раса имеет определённые политические предпочтения в зависимости от политической системы и государственного строя: например, Федерации довольно сложно убедить жестоких чалнотов к присоединению, тогда как клингонам это будет гораздо легче. Но так как основным способом убеждения в игре является подкуп, то любое государство может мирно присоединять малые расы. Но некоторые расы, например пацифисты мизариане, тут же присоединятся к первому встреченному государству. Также, раса мирно вошедшая в состав того или иного государства, может также мирно уйти.
Моральный дух государства играет очень важную роль в игре. У каждой государственной системы есть своя шкала морального духа, зависящего от множества различных факторов, отличающихся в зависимости от государства. Например, если игрок управляет Федерацией, то объявление войны сильно понижает моральный дух, тогда как в Клингонской империи объявление войны приведет к подъёму морального духа. Поддержка моральный духа Федерации довольно сложный процесс, совсем иначе обстоит дело в Ромуланской Звёздной империи.  Если моральный дух население сильно падает, то оно пытается восстать и отделиться от империи] Захват этой системы — единственный способ добиться снова её присоединения.
Цель игры — создание мощнейшего государства в галактике. Это можно сделать при помощи дипломатии, колонизации новых миров или уничтожении врагов. Так же возможна победа в союзе с другим государством  ( при этом изменяется финальное видео игры ).
Игра поддерживает многопользовательский режим по локальной сети и через Интернет.
Игра ведётся на двухмерной карте галактики, показывающей звёздные системы, боевые соединения, границы государств и другие космические феномены используя иконки. В игре есть отдельные экраны для исследований, колоний, разведки и дипломатии.
Космические битвы пошаговые в трёх измерениях. Перед каждым ходом игрок выбирает тактику корабля, например таран и уклонение от огня.
Захват систем производится безоружными транспортными кораблями (у клингонов, все корабли вооружены). Но для этого необходимо вначале уничтожить орбитальные пушки и наземные щиты врага, боевыми кораблями. Успех захвата зависит больше от удачи, чем от игрока.
Игроку предлагается большой выбор при строительстве кораблей флота, от малых исследовательских судов класса «Оберт» (англ. Oberth class) до огромных «Боевых птиц» класса «ДеДеридекс» (англ. D'deridex class) или «Валдор» (англ. Valdore class) ромулан. Генераторы невидимости предоставляют игроку огромное преимущество, так как в битве невидимым кораблём предоставляется лишний ход с самого начала игры, который зачастую и оказывается решающим. Расы не обладающие технологией невидимости кораблей, оснащаются более мощными и быстрыми кораблями для равновесия сил между государствами. Самый мощный корабль в игре — судно эскорта класса «Дефаинт» (англ. Defiant class), единственный корабль Федерации с генератором поля невидимости. Этот корабль, аналогов которого нет у других государств, способен единолично уничтожить средний флот врага.
Случайные события (которые при желании можно отключить в начале игры) включают появление кубов Боргов, кристального существа, живого корабля «Гомтуу»  и ещё множества других кораблей, большинство из которых требуют огромного флота и игрового умения игрока для уничтожения. Также это может произойти и в начале игры и уничтожить государство игрока, ещё перед тем как появится возможность их победить.
Некоторые малые расы также имеют свой мощный флот состоящий в основном из судов обороны, но не пытаются захватить другие системы. При мирном присоединении к государству игрока, весь флот этой расы входит в состав космических сил игрока (при этом играющему не дается право на строительство новых кораблей для пополнения флота одной из присоединившихся малых рас).